# Boarmia cladara
Boarmia cladara är en fjärilsart som beskrevs av Louis Beethoven Prout 1929. Boarmia cladara ingår i släktet Boarmia och familjen mätare. Inga underarter finns listade i Catalogue of Life.